# Ohne
Ohne is een gemeente in de Duitse deelstaat Nedersaksen. De gemeente maakt deel uit van de Samtgemeinde Schüttorf in het landkreis Grafschaft Bentheim. Ohne telt 580 inwoners.
Het dorp ligt aan de Overijsselse Vecht.
Er bestaan banden tussen het Nederlandse Oene en het Duitse Ohne. In 1600 verleende de kerk in Oene al steun aan Ohne.
In 1976 werd de banden tussen beide dorpen nieuw leven ingeblazen door dr. Krabbe uit Gronau.
De christelijke zangkoren uit Ohne en Oene organiseren al vele jaren gezamenlijke zangdiensten in zowel Ohne als Oene.

## Galerij

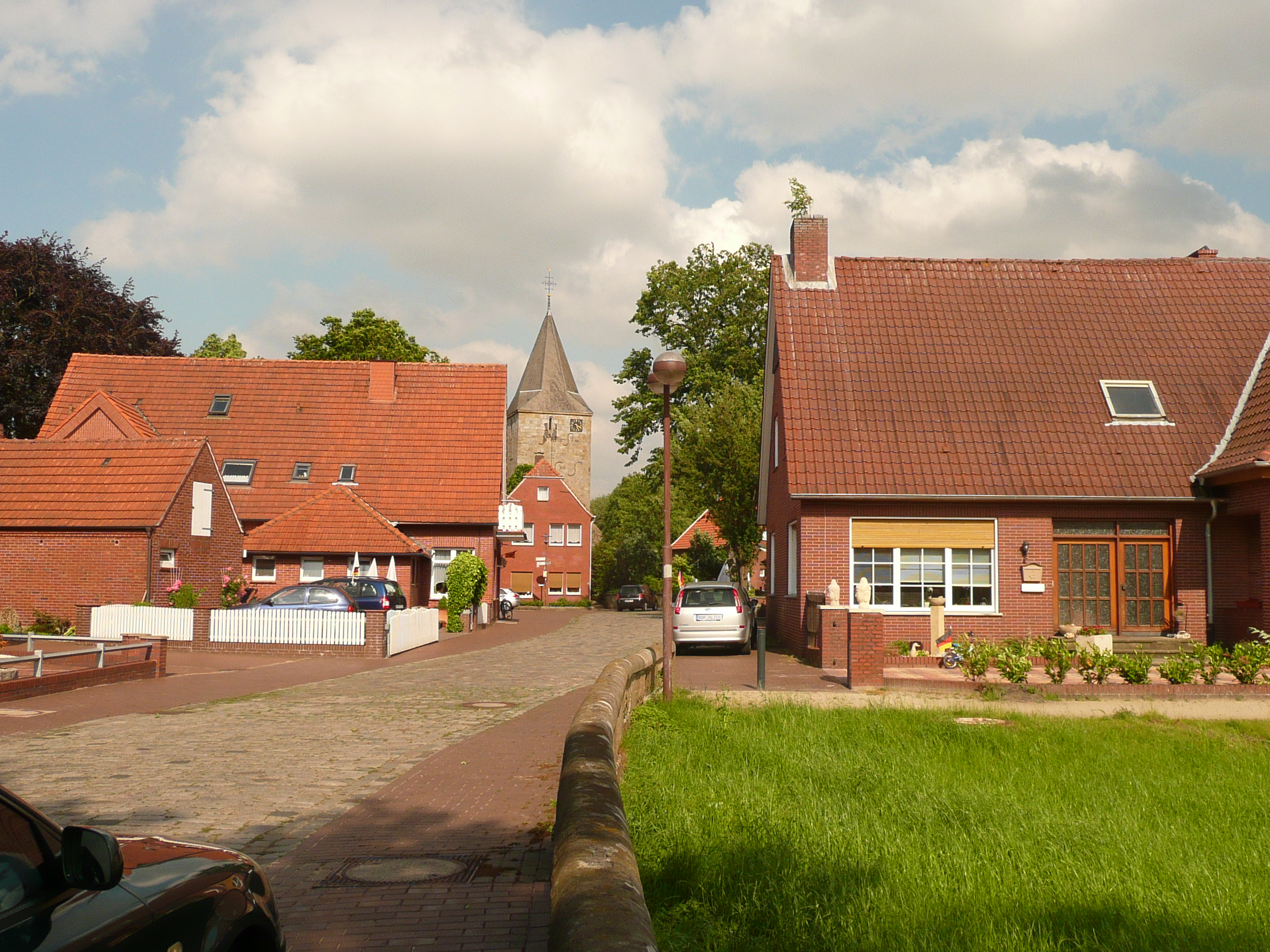
Dorpsgezicht
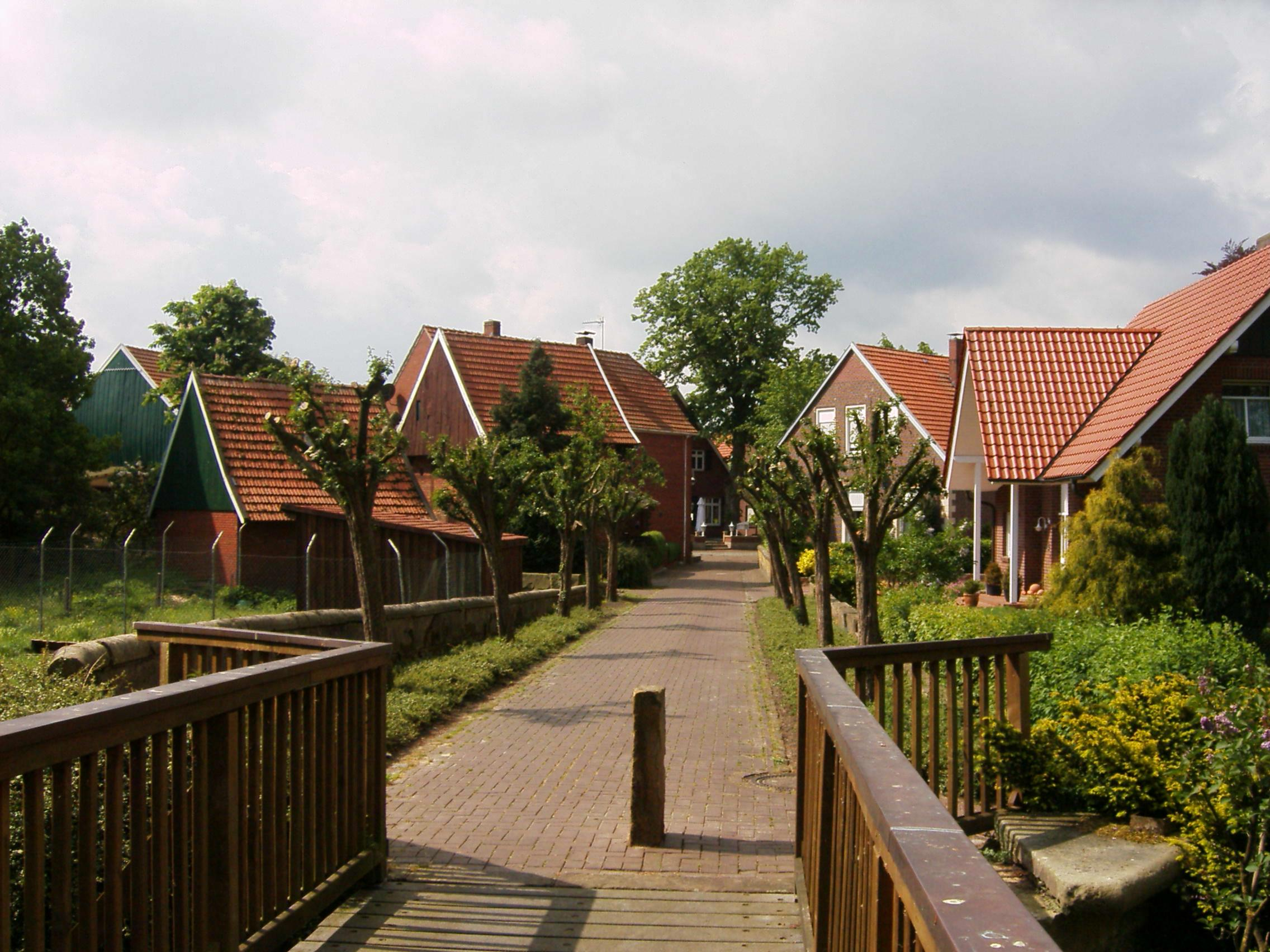
Weg van het dorpscentrum naar de brug over de Vecht
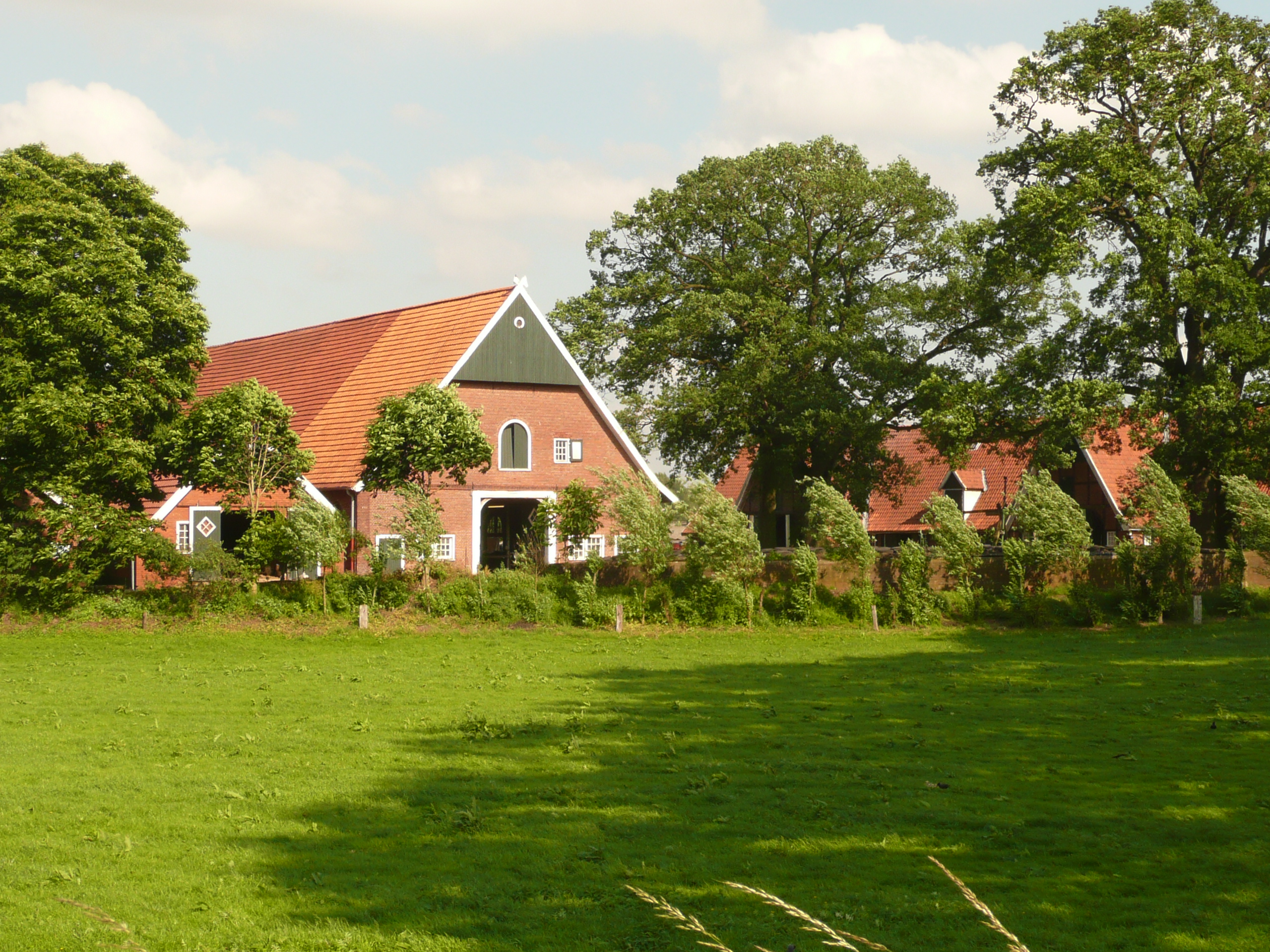
Boerderij aan de Vecht
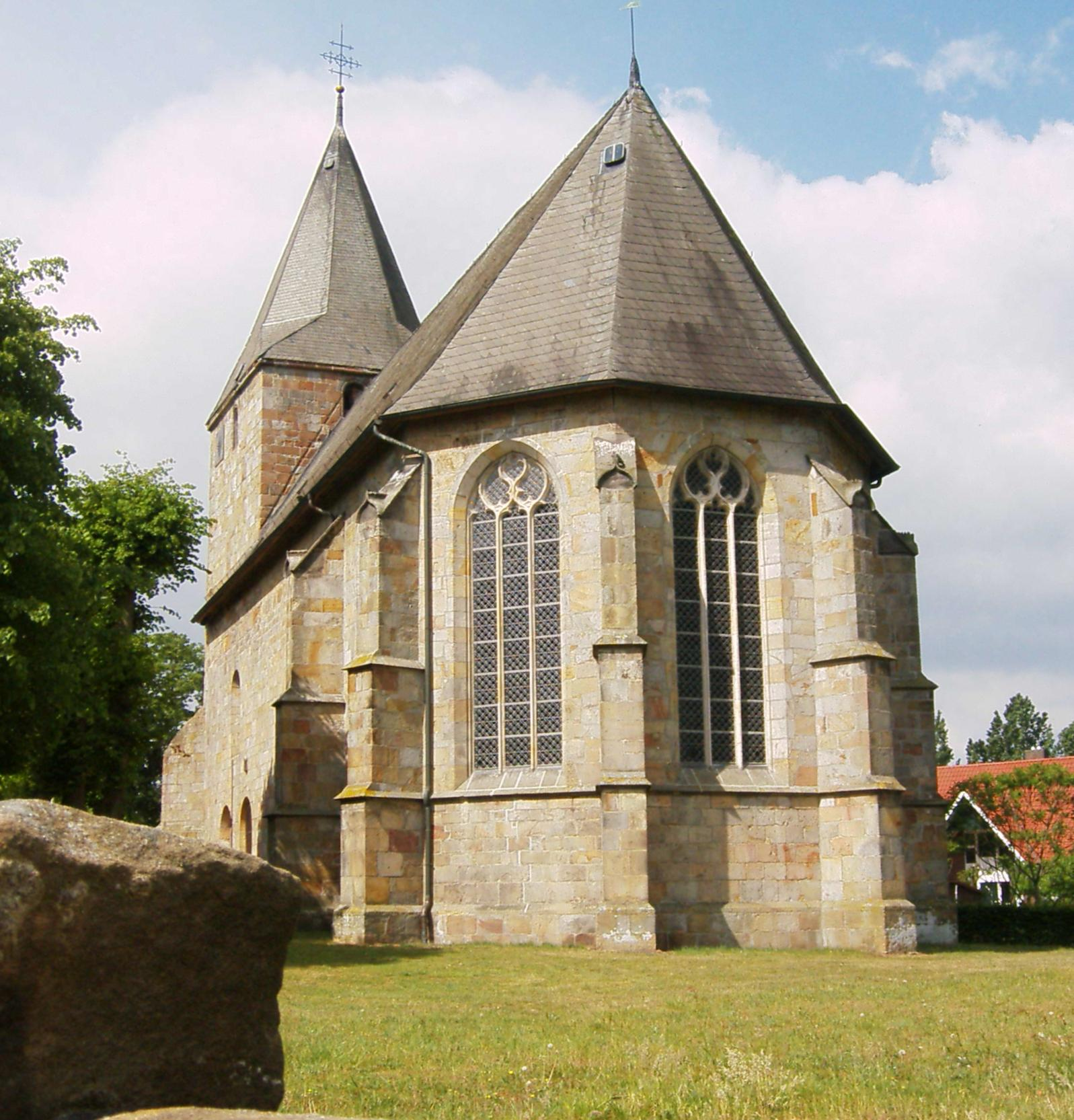
Evangelisch-gereformeerde kerk

Bad Bentheim · 
Emlichheim · 
Engden · 
Esche · 
Georgsdorf · 
Getelo · 
Gölenkamp · 
Halle · 
Hoogstede · 
Isterberg · 
Itterbeck · 
Laar · 
Lage · 
Neuenhaus · 
Nordhorn · 
Ohne · 
Osterwald · 
Quendorf · 
Ringe · 
Samern · 
Schüttorf · 
Uelsen · 
Wielen · 
Wietmarschen · 
Wilsum